# Dick Fosbury
Richard Douglas Fosbury, conegut popularment com a Dick Fosbury (Portland, Oregon, 6 de març del 1947 - Salt Lake City, 12 de març del 2023), fou un atleta estatunidenc especialista en salt d'alçada i guanyador d'una medalla d'or olímpica. És mundialment conegut per ser l'introductor d'una nova tècnica de salt, anomenada salt de Fosbury.
Tot i que mai no va tornar als Jocs Olímpics, Fosbury va continuar participant en l'atletisme després de la jubilació i va servir en el consell executiu de l'Associació Mundial d'Olimpíades.
El 2014, Fosbury va desafiar sense èxit Steve Miller per un escó a la Cambra de Representants d'Idaho. Fosbury es va presentar a la candidatura de comissari del Comtat de Blaine contra el titular Larry Schoen el 2018, en va guanyar l'escó i va prendre possessió del càrrec el gener del 2019.

## Carrera esportiva

### Institut i orígens del Fosbury Flop

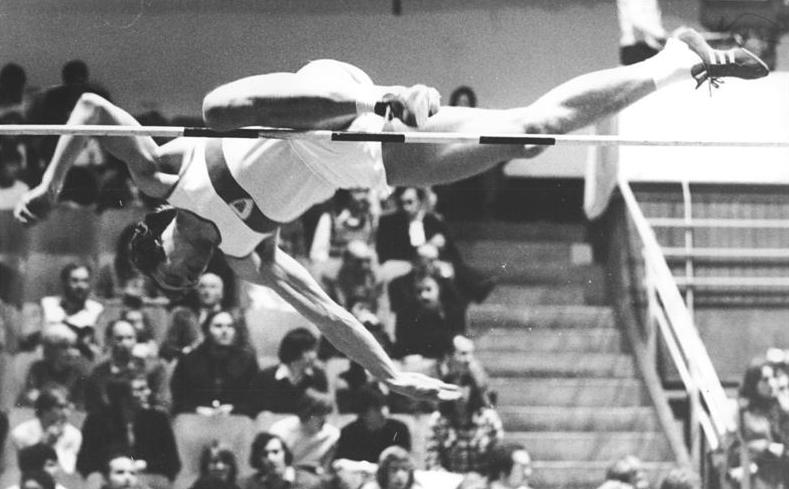
Un saltador d'alçada que realitza la tècnica de la passarel·la, la primera tècnica de salt d'alçada que Fosbury va ensenyar

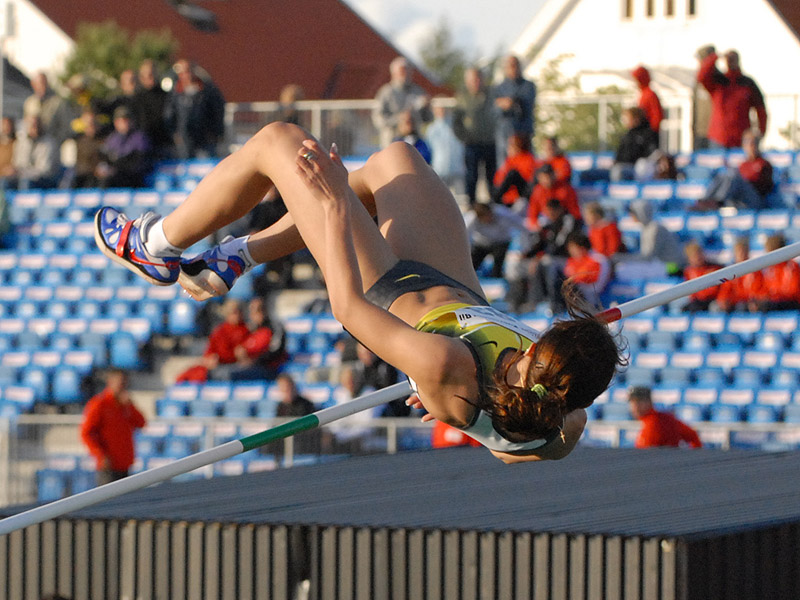
Ielena Slesarenko utilitza la tècnica de Fosbury Flop

Nascut a Portland, Oregon, Fosbury va començar a experimentar amb una nova tècnica de salt d'alçada als 16 anys, mentre assistia a l'Institut Medford. Fosbury tenia dificultats per competir utilitzant les tècniques dominants de salt d'alçada d'aquell moment. En el seu segon any, no va poder completar salts de 1,52 metres, l'altura de qualificació per a moltes trobades de pista d'institut. La tècnica dominant, el mètode de la corda, era un moviment complex en què un atleta anava sobre la barra de salt mirant cap avall, i aixecava les cames individualment sobre la barra. Fosbury trobava difícil coordinar tots els moviments implicats en aquest mètode, així que va començar a experimentar amb altres maneres de fer el salt d'alçada. Va ser observant la dificultat que presentaven les tècniques de salt del moment quan va decidir innovar i crear l'anomenat salt de Fosbury, que consistia a córrer vers el llistó horitzontal en direcció transversal i seguint una trajectòria corba, un cop era al davant del llistó saltar-lo d'esquena i amb el braç més proper de forma estesa. Aquesta nova forma de salt resultà més efectiva des d'un punt de vista biomecànic, ja que permet deixar menys espai entre el centre de gravetat del saltador i el llistó a superar, per la qual cosa s'aconsegueix guanyar alçada.
Fosbury va recordar més tard: «Sabia que havia de canviar la meva posició corporal i això és el que va començar primer la revolució, i durant els següents dos anys, l'evolució». Al principi, va intentar utilitzar una tècnica coneguda com el mètode de les tisores verticals. En aquest mètode, un saltador corre cap amunt envers la barra, mirant cap endavant, i durant el salt aixeca les cames rectes una a una sobre la barra. Les normes de salt només estipulen que els competidors han de saltar amb un peu enlairat; no hi ha cap norma que regeixi com un competidor creua la barra, sempre que ell o ella la passi per sobre.
Quan va començar a experimentar amb aquesta tècnica, gradualment la va adaptar per fer-la més còmoda i per aconseguir més altura. No obstant això, no era tan coordinat com un salt del mètode de pas, i un historiador s'ha referit als primers intents de Fosbury com una convulsió aerotransportada; no obstant això, durant l'última part del seu segon any, va començar a produir resultats, i gradualment va ser capaç de fer salts més alts.
A poc a poc, Fosbury va canviar de posicionament durant el salt, de manera que a l'any havia començat a passar per la barra cap enrere, cap a dalt, girant el cos sobre la barra i colpejant-hi les cames en l'aire al final del salt. Això el va obligar a aterrar d'esquena; però, abans d'un any, el seu institut havia substituït el fossat d'aterratge de fusta amb un material més suau, de manera que va poder aterrar amb seguretat.
Afortunadament per a Fosbury, la substitució de les superfícies d'aterratge per cautxú d'escuma es va fer habitual als Estats Units a principis dels anys seixanta. Les superfícies de serradures, sorra o estelles de fusta havien estat utilitzades anteriorment perquè els saltadors que utilitzaven la tècnica de les tisores eren capaços de saltar la barra drets i després aterrar dempeus, mentre que els que utilitzaven el rotlle occidental  o cavall feien un aterratge de tres punts amb les mans i la cama de plom. A finals de la dècada dels 1950, els col·legis dels Estats Units van començar a utilitzar feixos de cautxú d'escuma tova, generalment units per una xarxa de malla. Aquests feixos no sols eren molt més suaus, sinó que també van ser elevats a uns 3 peus (0,91 m) del terra. A principis de la dècada dels 1960, els instituts dels Estats Units estaven seguint l'exemple dels col·legis en l'adquisició de fosses de cautxú d'escuma. Amb la superfície d'aterratge més suau i elevada, Fosbury va poder aterrar amb seguretat.
Fosbury, però, es va aixafar un parell de vèrtebres a mitjans de la dècada dels 1960 perquè no tots els instituts podien permetre's el material d'escuma actualitzat. Fosbury es va recuperar d'aquesta lesió.
Va participar, als 21 anys, en els Jocs Olímpics d'Estiu de 1968 celebrats a Ciutat de Mèxic (Mèxic), en què aconseguí guanyar la medalla d'or en la competició olímpica masculina, i va establir, així mateix, un nou rècord del món amb un salt de 2,24 metres gràcies a la nova tècnica emprada, una rebaixa de quatre centímetres en el rècord del món.
Intentà classificar-se per als Jocs Olímpics d'estiu de 1972 realitzats a Múnic (Alemanya), però en no aconseguir-ho es retirà de la competició activa. Però a les mateixes olimpíades del 1972, 28 dels 40 competidors van utilitzar la tècnica de Fosbury, tot i que el medallista d'or Jüri Tarmak no ho va fer. Als Jocs Olímpics d'Estiu de 1980, 13 dels 16 finalistes olímpics la van utilitzar. Dels 36 medallistes olímpics a la prova des del 1972 fins als Jocs Olímpics d'Estiu de 2000, 34 saltadors van utilitzar la tècnica de Fosbury. Avui dia és la tècnica més popular al salt d'alçada modern.
Fosbury va ingressar al Saló Nacional de la Fama de l'Atletisme dels EUA el 1981.
Avui dia tots els saltadors d'alçada d'elit fan servir el salt de Fosbury, i la seva eficàcia més gran està totalment demostrada. El 1984 va fer unes declaracions en què deia que «la popularitat actual del meu estil és un premi meravellós al que vaig haver d'aguantar al principi amb un estil que no agradava a ningú. El salt d'esquena ja el practicava a l'institut i tothom es reia de mi, considerant-me un boig i un esnob per sortir-me de les normes conegudes. Hi havia crítiques molt fortes d'uns quants entrenadors. Fins que vaig guanyar a Mèxic 1968 i vaig passar a la categoria d'heroi. Quan vaig tornar amb una medalla d'or, tots callaven i abaixaven el cap».
Probablement, no era un saltador ben dotat per a la competició, però gràcies a la seva innovació aconseguí esdevenir campió olímpic i canvià la manera d'entendre i executar el salt d'alçada.
L'any 2014 es presentà com a candidat del Partit Demòcrata com a congressista a la Cambra de Representants d'Idaho, però no fou escollit.
Els entrenadors de Fosbury al principi el van animar a continuar practicant el mètode de la cursa, però van abandonar aquesta idea quan les seves marques van continuar millorant. En el seu any de joventut, va trencar el seu rècord d'escola secundària amb un salt de 1,91 metres, i l'any següent va quedar segon a l'estat amb un salt de 6,969 metres.
La tècnica va guanyar el nom de Fosbury Flop quan el 1964 Medford Mail-Tribune va publicar una foto amb el títol Fosbury Flops Over Bar, mentre que en un article adjunt un reporter va escriure que semblava un peix caient en un vaixell. Altres eren encara menys amables, com un diari que va posar la foto de Fosbury, World's Laziest High Jumper (El salt d'alçada més gandul del món).

### Universitat
Després de graduar-se en l'institut Medford el 1965, es va matricular a la Universitat Estatal d'Oregon a Corvallis. L'entrenador de l'escola, Berny Wagner, creia que Fosbury finalment aconseguiria més resultats utilitzant el rotlle occidental i el va convèncer per continuar practicant l'antiga tècnica durant el primer any, encara que se li va permetre utilitzar el flop en les trobades del primer any. El debat sobre la tècnica va acabar durant el segon any de Fosbury, però, quan va superar els 2,08 m en el seu primer enfrontament de la temporada, i trencà el rècord escolar.

Fosbury va recordar més tard:
| « | Després de la trobada, en Berny se'm va acostar i em va dir: Ja n'hi ha prou. Va ser el final del Pla A, per passar al Pla B. Ell estudiava el que estava fent, ho filmava i, fins i tot, començava a intentar experimentar i ensenyar-ho als saltadors més joves. | » |

Els mitjans nacionals d'esports van començar a prendre nota del saltador d'Oregon amb un estil inusual. Va ser a la portada de l'edició de febrer del 1968 de Track and Field News. Fosbury va guanyar el títol de la National Collegiate Athletic Association (NCAA) el 1968 utilitzant la seva nova tècnica -el primer de dos títols consecutius- així com els Jocs Olímpics dels Estats Units.
Fosbury va continuar refinant la seva tècnica, desenvolupant una cursa d'aproximació corba en forma de J. Això li va permetre augmentar la velocitat, mentre que els passos corbs finals li van servir per girar els malucs. A mesura que augmentava la velocitat, també ho feia l'elevació. Fosbury va fer poc o gens d'ús dels braços en enlairar-se, sense poder copejar els braços cap amunt, mantenint-los cap avall, prop del cos: la següent generació de disquets hi afegirien una bomba de braç. El descobriment clau de Fosbury va ser la necessitat d'ajustar el punt d'enlairament a mesura que s'aixecava la barra. El seu vol per l'aire descrivia una paràbola: a mesura que la barra pujava en alçada, necessitava més temps de vol, de manera que la part superior de l'arc s'aconseguia a mesura que els malucs passaven per sobre de la barra. Per augmentar el temps de vol, Fosbury va moure l'enlairament més lluny de la barra. A manera de comparació, els saltadors clàssics planten el peu d'enlairament al mateix lloc cada vegada, a menys d'un peu d'una línia paral·lela a la barra. Les fotografies de Fosbury que intenten alçades per sobre dels 2,1 m el mostren enlairant-se gairebé a 1,2 m de la barra.
En la temporada a l'aire lliure del 1968, Fosbury va guanyar el títol de la Conferència Pac-8 i el campionat de la NCAA a Berkeley, Califòrnia, a mitjans de juny amb un salt de 2,197 m. Va duplicar aquestes victòries l'any següent.

### Fosbury als Jocs Olímpics d'estiu de 1968

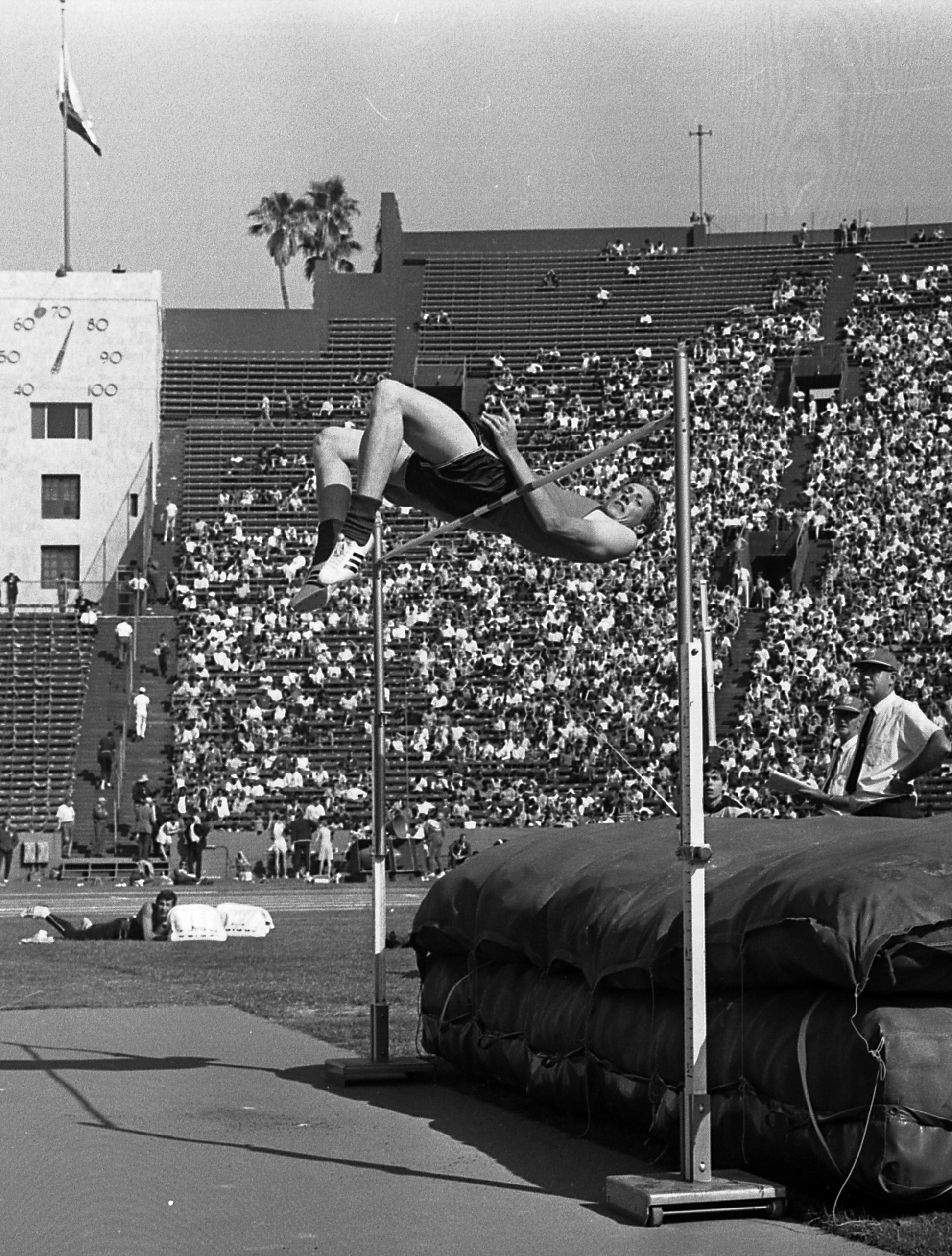
Fosbury a les proves olímpiques dels Estats Units de 1968

Després de la seva victòria a la NCAA a mitjans de juny, Fosbury va guanyar les proves olímpiques dels Estats Units dues setmanes més tard a Los Angeles amb un salt de 2,16 m. Malgrat la victòria, el seu lloc a l'equip olímpic no restà assegurat perquè el Comitè Olímpic dels Estats Units estava preocupat que els resultats a nivell del mar de Los Angeles no es poguessin repetir a l'altitud alta de la Ciutat de Mèxic. Una altra competició es va celebrar al setembre al camp olímpic de l'Echo Summit, prop del llac South Lake Tahoe, Califòrnia. En aquesta competició, Fosbury era un dels quatre homes que van aconseguir 2,18 m, però era en quart lloc a causa de les faltes. La barra es va elevar a 2,20 m, una alçada que cap dels quatre mai no havia superat. No obstant això, el veterà olímpic Ed Caruthers, de l'escola secundària Reynaldo Brown i Fosbury van aclarir els seus primers intents. Quan el quart home, John Hartfield, un altre alumne que havia estat liderant la competició, va perdre els tres intents, es va establir l'equip olímpic de tres saltadors.
Als Jocs Olímpics de 1968 a Ciutat de Mèxic, Fosbury va guanyar la medalla d'or i va establir un nou rècord olímpic a 2,24 m, mostrant el potencial de la nova tècnica. Malgrat les reaccions escèptiques inicials de la comunitat de salt d'alçada, el Fosbury Flop va guanyar ràpidament acceptació. A la competició de finals, només tres saltadors van arribar a 2,20 m, i Fosbury n'era al capdavant en virtut d'haver superat cada alçada en el primer intent. A la següent alçada, 2,22 m, Fosbury va tornar a superar la barra en el primer salt. El seu company d'equip, Ed Caruthers, va aconseguir el segon intent, mentre que Valentin Gavrilov de la Unió Soviètica va perdre els tres intents i va guanyar la medalla de bronze (tercer lloc). La barra va ser elevada a 2,2 m, que seria nou rècord olímpic i dels Estats Units. Fosbury no va poder fer els seus dos primers intents, però va arribar-ne al tercer, mentre que Caruthers va fallar els tres intents. Després de guanyar la medalla d'or i trencar el rècord americà, Fosbury va demanar que s'augmentés a 2,29 m pels seus tres últims intents, amb l'esperança de trencar el rècord mundial de cinc anys de Valeriy Brumel de 2,28 m. Va fer tres intents a 2,29 m en un intent de trencar el rècord del món, però no ho va aconseguir.

### Llegat atlètic i domini del Flop
En els següents Jocs Olímpics de 1972 a Munic, 28 dels 40 competidors van utilitzar la tècnica de Fosbury, tot i que el medallista d'or Jüri Tarmak va utilitzar la tècnica de la palada. El 1980, 13 dels 16 finalistes olímpics la van utilitzar. Dels 36 medallistes olímpics en la prova entre 1972 i 2000, 34 van utilitzar el Flop, convertint-lo en la tècnica més popular en salt d'alçada.
Fosbury va ser inclòs al National Track and Field Hall of Fame el 1981.
El 1988, Fosbury va competir en els Jocs Mundials de Nike d'Outdoor i va ensenyar en la clínica de salt celebrada durant la trobada.
El 2013, el salt d'alçada de Fosbury va aparèixer en un anunci de Mazda interpretant Game Changers i, amb el mateix Fosbury, en un anunci per a la televisió Wuaki.
El 2015, el DJ suec i productor Avicii van llançar el vídeo musical de Broken Arrows (amb lletres de Zac Brown) que es basa lliurement en la història de Fosbury i la seva vida personal.
El 2020, SuperWest Sports va incloure Fosbury a la seva llista dels millors atletes de tots els temps de Pac-12, i el van nomenar el millor de la història de la Universitat Estatal d'Oregon.
Després de l'himne nacional durant la cerimònia de la medalla olímpica, Fosbury va declarar que havia aixecat el puny en solidaritat amb les anteriors protestes pels drets civils als Jocs. Després de tornar a la universitat, Fosbury també va defensar un jugador de futbol negre que va ser retirat de l'equip de la Universitat Estatal d'Oregon després de negar-se a afaitar-se el pèl facial.
A la tardor del 2014, Fosbury es va presentar com a demòcrata per a un escó a la Cambra de Representants d'Idaho contra el representant republicà Steve Miller. Miller va guanyar les eleccions.
El gener de 2019, Fosbury va succeir Larry Schoen com a Comissionat del Comtat de Blaine.

## Vida personal
Fosbury es va graduar a la Universitat Estatal d'Oregon el 1972 amb un grau en enginyeria civil i va ser copropietari de Galena Engineering, Inc. de Ketchum, Idaho, on va viure des del 1977.
Al març del 2008, Fosbury va ser diagnosticat amb limfoma escènic. Un mes després va ser operat per eliminar un tumor cancerós que li envoltava la vèrtebra inferior. A causa de la preocupació per la proximitat del tumor a la columna vertebral, no es va eliminar completament i va iniciar un règim de quimioteràpia. Al març del 2009, Fosbury va anunciar que estava en remissió. Al març de 2014 va declarar en una entrevista amb Corvallis Gazette-Times que estava fent bé i que estava net de càncer.
Durant l'edició de 2008 d'Sport Movies ⁇ TV - Milano International FICTS Fest Fosbury va ser guardonat amb l'Excel·lència Guirlande d'Honneur i va entrar en la FICTS Hall of Fame.
Fosbury va ser membre del club Champions for Peace, un grup de 54 famosos atletes d'elit compromesos a servir la pau al món amb l'esport, creat per Peace and Sport, una organització internacional amb seu a Mònaco.
Fosbury, juntament amb els seus companys olímpics Gary Hall i Anne Cribbs, fou fundador de World Fit, una organització sense afany de lucre que promou els programes de fitness juvenil i els ideals olímpics.
Fosbury va morir el 12 de març de 2023, als 76 anys, després d'un curt combat amb una recurrència de limfoma; li va sobreviure la seva muller Robin.